# Rupert Gregson-Williams
Rupert Gregson-Williams est un compositeur de musiques de films né en Grande-Bretagne en 1966. Il est le frère cadet de Harry Gregson-Williams, lui aussi compositeur. Il travaillait au studio Media Ventures comme son frère.

## Biographie
À la suite du décès de James Horner en juin 2015, la composition de la musique du nouveau film réalisé par Mel Gibson, Tu ne tueras point est alors confiée à Rupert Gregson-Williams,.

## Filmographie

### Cinéma

#### Années 1990
- 1998 : Urban Ghost Story de Geneviève Jolliffe
- 1999 : Virtual Sexuality de Nick Hurran

#### Années 2000
- 2002 : Plein gaz (Thunderpants) de Peter Hewitt
- 2002 : L'Amour, six pieds sous terre (Plots with a View) de Nick Hurran
- 2003 : Wanted (Crime Spree) de Brad Mirman
- 2003 : Ce dont rêvent les filles (What a Girl Wants) de Dennie Gordon
- 2003 : The Night We Called It a Day de Paul Goldman
- 2004 : Hôtel Rwanda (Hotel Rwanda) de Terry George
- 2005 : Love + Hate de Dominic Savage
- 2006 : Nos voisins, les hommes (Over the Hedge) de Tim Johnson
- 2006 : Click : Télécommandez votre vie (Click) de Frank Coraci
- 2007 : Quand Chuck rencontre Larry (I Now Pronounce You Chuck and Larry) de Dennis Dugan
- 2007 : Bee Movie : Drôle d'abeille (Bee Movie) de Steve Hickner
- 2008 : Le Témoin amoureux (Made of Honor) de Paul Weiland
- 2008 : Rien que pour vos cheveux (You Don't Mess with the Zohan) de Dennis Dugan
- 2008 : Histoires enchantées (Bedtime Stories) d'Adam Shankman
- 2009 : The Maiden Heist de Peter Hewitt

#### Années 2010
- 2010 : Copains pour toujours (Grown Ups) de Dennis Dugan
- 2011 : Le Mytho (Just Go with It) de Dennis Dugan
- 2011 : Zookeeper de Frank Coraci
- 2011 : Jack et Julie (Jack and Jill) de Dennis Dugan
- 2012 : Crazy Dad (That's My Boy) de Sean Anders
- 2012 : Prof poids lourd (Here Comes the Boom) de Frank Coraci
- 2013 : Copains pour toujours 2 (Grown Ups 2) de Dennis Dugan
- 2014 : Un amour d'hiver (Winter's Tale) d'Akiva Goldsman
- 2014 : Famille recomposée (Blended) de Frank Coraci
- 2014 : Postman Pat: The Movie de Mike Disa
- 2015 : Paul Blart: Mall Cop 2 d'Andy Fickman
- 2015 : The Ridiculous 6 de Frank Coraci
- 2015 : The Do-Over de Steven Brill
- 2016 : Tarzan (The Legend of Tarzan) de David Yates
- 2016 : Tu ne tueras point (Hacksaw Ridge) de Mel Gibson
- 2017 : Wonder Woman de Patty Jenkins
- 2018 : Terminal de Vaughn Stein
- 2018 : Aquaman de James Wan
- 2019 : Murder Mystery de Kyle Newacheck
- 2019 : Abominable (Everest) de Jill Culton

#### Années 2020
- 2023 : Gangsters par alliance (The Out-Laws) de Tyler Spindel
- 2023 : Aquaman et le Royaume perdu (Aquaman and the Lost Kingdom) de James Wan
- 2023 : Murder Mystery 2 de Jeremy Garelick
- 2024 : The Union de Julian Farino
- 2024 : Brothers de Max Barbakow

### Télévision

#### Séries télévisées
- 1999 : Extremely Dangerous de Sallie Aprahamian (mini-série) (4 épisodes)
- 2000 : At Home with the Braithwaites de Sally Wainwright
- 2000 : Take a Girl Like You de Nick Hurran (3 épisodes)
- 2001 : Jack et le haricot magique (Jack and the Beanstalk) de Brian Henson (2 épisodes)
- 2003 : The Last Detective de Michael Aitkens (8 épisodes)
- 2003 : William et Mary de Mick Ford (3 épisodes)
- 2004 : Long Way Round de David Alexanian
- 2005 : The Last Detective
- 2009 : Le Prisonnier (The Prisoner) de Nick Hurran (6 épisodes)
- 2012 : Veep (38 épisodes)
- 2014 : Agatha Raisin (9 épisodes)
- 2016 : The Crown (série originale Netflix) (20 épisodes)
- 2019 : Catherine the Great (série)

#### Téléfilms
- 1999 : Shockers : Dance de Richard Clark
- 2000 : Happy Birthday Shakespeare de Nick Hurran
- 2001 : Lego Jack Stone de Robert Dorney
- 2001 : La Princesse des voleurs (Princess of Thieves) de Peter Hewitt
- 2001 : Hawk de Robin Shepperd
- 2001 : À la recherche de la vérité (My Beautiful Son) de Paul Seed
- 2003 : La Cité oubliée (Second Nature) de Ben Bolt
- 2005 : Chantage d'amour (Walk Away and I Stumble) de Nick Hurran
- 2006 : Born Equal de Dominic Savage
- 2007 : A Class Apart de Nick Hurran
- 2015 : Virtuoso d'Alan Ball

### Jeu vidéo
- 2005 : Battlefield 2: Modern Combat

## Distinctions
- European Composer Award (2005) pour Hotel Rwanda
- Nomination aux Emmy Awards (2002) pour le téléfilm Jack and the Beanstalk : The Real Story comme meilleure musique originale